# Henri d'Alkmaar
Henri d'Alkmaar est un poète hollandais du XVe siècle.
Il fut conseiller du prince-évêque d'Utrecht (1477), puis entra au service de René, duc de Lorraine (1485). 
Il a mis en vers le Roman de Renart en bas-saxon : Reynke de Vos.
Son poème parut à Lubeck en 1498.

## Source
Cet article comprend des extraits du Dictionnaire Bouillet. Il est possible de supprimer cette indication, si le texte reflète le savoir actuel sur ce thème, si les sources sont citées, s'il satisfait aux exigences linguistiques actuelles et s'il ne contient pas de propos qui vont à l'encontre des règles de neutralité de Wikipédia.
- VIAF
- ISNI
- BnF (données)
- IdRef
- LCCN
- GND
- Pays-Bas
- Australie
- WorldCat